# Quái nhân
Quái nhân (Nhật: 怪人 (quái nhân) Hepburn: Kaijin) là thuật ngữ tiếng Nhật dùng để chỉ những ác nhân phi nhân loại sở hữu siêu năng lưc, tương đương với thuật ngữ supervillain trong tiếng Anh. Thuật ngữ này thường xuyên xuất hiện trong các tác phẩm kỳ ảo như anime, manga, light novel và đặc biệt là trong dòng phim tokusatsu của Nhật Bản.
Quái nhân là những sinh vật kì lạ có siêu năng lực nhưng vẫn có đặc tính giống con người, như ngoại hình và tiếng nói. Ngược lại sinh vật kì lạ nhưng không có đặc tính của con người thì gọi là Quái vật (怪物 (quái vật) Kaibutsu) hoặc Quái thú (怪獣 (quái thú) Kaiju).

## Ví dụ điển hình về quái nhân trong Tokusatsu
- Cyborg (trong seiries Kamen Rider)
- Android/Robot
- Người ngoài hành tinh
- Yokai
- Người tiến hóa
- Dị nhân
- Người đột biến

| Tìm hiểu thêm về Quái nhân tại các dự án liên quan |                       |
| Tìm kiếm Wiktionary                                | Từ điển từ Wiktionary |